# جی‌جی ۷۴۲
جی‌جی ۷۴۲ یک ستاره است که در صورت فلکی اژدها قرار دارد.